# Fossette de Rosenmüller
La fossette de Rosenmüller, ou récessus latéral, forme les reliefs du nasopharynx, ou cavum, avec le bourrelet, ou torus, tubaire, et l'orifice pharyngien tubaire.
Il se situe en arrière et au dessus du bourrelet tubaire.